# Félix Welter
Pour les articles homonymes, voir Welter.
Félix Welter, né le 25 avril 1898 à Luxembourg et mort le 29 septembre 1991 dans la même ville, est un juriste et homme politique luxembourgeois, président du Conseil d'État du 14 février 1952 au 30 juin 1969.